# Antoni Parella i Trallero
Antoni Parella i Trallero (Alcorisa, Baix Aragó, 5 d'agost de 1937, Palamós, 29 de desembre de 2022) fou un jugador d'hoquei sobre patins català.
Antoni Parella va néixer el dia 5 d'agost, pero per culpa de la guerra, no el van inscriure fins al 14 de setembre a Alcorisa (Terol), l'any 1937, però als pocs mesos retornà a Catalunya, fixant la seva residència a Barcelona. Començà a l'infantil del Turó, passant la següent temporada al RCD Espanyol. Va jugar set temporades a l'Espanyol, jugant a l'infantil, juvenil i reserva. A continuació fitxà per CP Vic (1953) i CP Igualada OAR (1954), fins que l'any 1956 ingressà al CP Voltregà, club on passà la major part de la seva carrera, fins a l'any 1967, excepte una nova breu estada al Vic. Els darrers clubs en que jugà foren el SF Espona Terrassa i el CP Vilanova, on també fou entrenador. Fou internacional amb Espanya en categories inferiors (1953-1956), on fou campió d'Europa. Amb la selecció absoluta fou campió europeu l'any 1957 i del món el 1964. Fou més de 100 vegades internacional. Va morir el 29 de desembre de 2022.

## Palmarès
Clubs
- 1 Copa d'Europa d'hoquei sobre patins masculina: 1965-66
- 1 Copa de les Nacions d'hoquei sobre patins masculina: 1961
- 1 Campionat de Catalunya d'hoquei sobre patins: 1959, 1963 i 1965
- 1 Lliga espanyola d'hoquei sobre patins masculina: 1965-65
- 2 Copes espanyoles d'hoquei sobre patins masculina: 1959-60 i 1964-65

Selecció espanyola
- Campionat del Món:
  - 1964
- Campionat d'Europa:
  - 1957
- Campionat d'Europa juvenil:
  - 1955
- Copa de les Nacions:
  - 1957, 1959, 1960
- Copa Llatina:
  - 1958, 1963